# Acrocercops asaphogramma
Acrocercops asaphogramma är en fjärilsart som beskrevs av Edward Meyrick 1920. Acrocercops asaphogramma ingår i släktet Acrocercops och familjen styltmalar. Inga underarter finns listade i Catalogue of Life.